# بييرلويجي بريفيو
بييرلويجي بريفيو (بالإيطالية: Pierluigi Brivio)‏ هو لاعب كرة قدم إيطالي في مركز حراسة المرمى، ولد في 21 مايو 1969 في ميلانو في إيطاليا. لعب مع أتالانتا ونادي بيرغوليتزي 1932 ونادي بيسكارا ونادي جنوى ونادي فينيزيا ونادي مانتوفا ونادي مونزا ونادي نابولي.